# Epiplema subdistincta
Epiplema subdistincta är en fjärilsart som beskrevs av W. Warren 1905. Epiplema subdistincta ingår i släktet Epiplema och familjen Uraniidae. Inga underarter finns listade i Catalogue of Life.